# Dizzy
"Dizzy" is een nummer van de Engelse singer-songwriter Olly Alexander. Het werd uitgebracht op 1 maart 2024 via Polydor Records en was de inzending van het Verenigd Koninkrijk op het Eurovisiesongfestival 2024. Het was de eerste release van Alexander onder zijn eigen naam na de ontbinding van bij de band Years & Years. Het nummer, dat een eerbetoon is aan de synthpopmuziek, ontving gemengde recensies van critici.

## Achtergrond en release
Nadat de deelname van Alexander aan het Eurovisiesongfestival bij het programma Strictly Come Dancing werd bekendgemaakt, werd hij favoriet bij de bookmakers om het Eurovisiesongfestival te winnen. Via een teaser maakte Alexander Dizzy op zijn sociale mediakanalen deels bekend, waarin ook een cameo-optreden van weerpresentator Carol Kirkwood te zien was. Op 7 februari 2024 onthulde hij de titel van het nummer en de releasedatum van 1 maart 2024. Zowel het nummer als de videoclip werden op dezelfde dag gepresenteerd tijdens Graham meets Olly, een eenmalige uitzending op BBC One.
In een interview met de BBC onthulde Alexander dat het nummer in de zomer van 2023 was geschreven en tekstueel gaat over "het voelen van zo'n intense golf van emotie voor iemand dat ze je wereld helemaal op zijn kop zetten en binnenstebuiten keren". Daarnaast beschreef Alexander het nummer als "elektronisch" en "iets waar je op kunt dansen". Het is muzikaal geïnspireerd door jaren 80 muziekgeluiden en door acts als Erasure, Adamski en de Pet Shop Boys.

## Muziekvideo
De muziekvideo voor Dizzy, gefilmd in Tbilisi en geregisseerd door Colin Solal Cardo, werd gelijktijdig uitgebracht via Alexanders Vevo-kanaal en het officiële Eurovisie Songfestival-kanaal op 1 maart. Later die avond verscheen Alexander in een speciale uitzending op BBC One, getiteld Graham meets Olly, waarin de eerste volledige televisie-uitzending van de videoclip werd vertoond. In de video treedt Alexander op drie draaiende sets op, elk individueel ontworpen als een gedecentraliseerd huis, tuin en dakterras.

## Eurovisiesongfestival
Dizzy was de Britse inzending voor het Eurovisiesongfestival 2024 in Malmö. Het Verenigd Koninkrijk was zoals gewoonlijk rechtstreeks geplaatst voor de finale, maar Olly Alexander trad ook al op tijdens de eerste halve finale om zijn nummer alvast onder de aandacht te brengen. In de finale op 11 mei was Alexander als dertiende van 26 landen aan de beurt. Hij trad op in een decor dat een doucheruimte moest voorstellen, samen met vier achtergronddansers met wie hij een homo-erotische choreografie opvoerde. Bij de puntentelling eindigde Dizzy met 46 punten op de 18de plaats. Al die punten waren afkomstig van de vakjury's; het televotende publiek had geen enkel punt voor het nummer over.

## Hitlijsten
Dizzy werd nergens een grote hit. Het nummer behaalde slechts bescheiden noteringen in Litouwen, Griekenland en het Verenigd Koninkrijk zelf. In de UK Singles Chart kwam Olly Alexander niet hoger dan de 42ste plaats.